# Maria Miloslavskaja
Maria Iljinitjna Miloslavskaja (Ryska: Мария Ильинична Милославская) född 1 [11] april 1624 i Moskva, död 3 [13] mars 1669 i Moskva, var Rysslands kejsarinna (tsaritsa) mellan 1648 och 1669, gift med tsar Aleksej Michajlovitj och mor till Fjodor III, Ivan V och Sofia Aleksejevna.

## Biografi
Maria Iljinitjna var dotter till adelsmannen Ilja Danilovitj Miloslavskij och Jekaterina Narbekova. 
År 1647 blev tsar Aleksej myndigförklarad och skulle gifta sig, arrangerades en traditionell brudvisning av hundratals döttrar ur bojarklassen för att han skulle kunna välja en brud bland dem. Tsaren valde först Evfimija Fedorovna Vsevolozhskaja. Valet orsakade missnöje hos tsarens före detta regent och ledande rådgivare Boris Morozov. Morozov stödde Maria Miloslavskaja, eftersom han var trolovad med Marias syster Anna Miloslavskaja och ville bli tsarens svåger. Morozov såg därför till att Vsevolozhskaja uteslöts genom att påstå att hon hade epilepsi. Bröllopet ägde rum två dagar efter tillkännagivandet, den 16 januari 1648 i Moskva. Tio dagar efter detta bröllop gifte Morozov sig med drottningens syster, Anna Ilyinichna.
Boris Morozov behöll en mäktig ställning under Marias tid som tsaritsa. Under saltupploppet 1648, som ägde rum kort efter bröllopet, befann sig tsaren och hans hustru i Kolomenskoye. Trots det faktum att pöbeln krävde utlämning av Morozov visade sig hans beräkning vara korrekt, och tsaren utlämnade inte sin svåger.
Maria och Aleksej fick tretton barn, och äktenskapet beskrivs som lyckligt. Maria Miloslavskaja beskrivs som en skönhet, men det gick också rykten om att hon var en trollpacka med bockfot. 
I det moskovitiska Tsaryssland förväntades kvinnor ur överklassen leva ett liv i nästan fullständig könssegregation i terem; samtidigt spelade tsaritsan ändå en semioffentlig roll, då hon förväntades utgöra en symbol för idealisk ortodox kvinnlighet genom att engagera sig åt offentlig religionsutövning, symbolisera moderlighet genom att ägna sig åt välgörenhet för allmänhetens bästa; och illustrera den ideala hustrun genom att sköta hovets angelägenheter och administration under tsarens frånvaro.
Maria Miloslavskaja uppfyllde denna roll i enlighet med idealet, utan att bryta mot teremidealets könsegregation.
Hon engagerade sig i religion genom att agera beskyddare för tillbedjan av helgonet Maria av Egypten, som bar hennes namn, och gynnade Sretenskyklostret i Moskva. 
Hon engagerade sig i välgörenhet genom att göra donationer till stadens inrättningar för sjuka och handikappade, och stöttade filantropen Fjodor Rtishchev. 
År 1654-1655, under den stora pesten i Moskva, tog Maria ansvaret för staden under makens frånvaro, evakuerade hovet till Kalyazin-klostret och gav order till stadens myndigheter om hur situationen skulle hanteras och fungerade som de facto regent - genom brev, för att inte bryta könssegregationen. 
År 1654 och ännu en gång 1660, tog hon emot den georgiska drottningen Jelena Leonovna i Tsaritsans gyllene kammare i Kreml.
Maria Miloslavskaja avled i barnsängsfeber efter födseln av sitt sista barn. Maken sörjde så mycket vid hennes död att man vid hovet trodde att han inte skulle gifta om sig. Han gifte dock om sig med Natalja Narysjkina. 

## Barn
1. Dmitrij Aleksejevitj av Ryssland (1648–1649)[8]
2. Jevdokija Aleksejevna av Ryssland (1650–1712)
3. Marta Aleksejevna av Ryssland (1652–1707)
4. Alexej Aleksejevitj av Ryssland (1654–1670)
5. Anna Aleksejevna av Ryssland (1655–1659)
6. Sofia Aleksejevna av Ryssland (1657–1704)
7. Katarina Aleksejevna av Ryssland (1658–1718)
8. Maria Aleksejevna av Ryssland (1660–1723)
9. Fjodor III av Ryssland (1661–1682)
10. Theodosia Aleksejevna av Ryssland (1662–1713)
11. Simeon Aleksejevitj av Ryssland (1665–1669)
12. Ivan V av Ryssland (1666–1696)
13. Jevdokija Aleksejevna av Ryssland (1669–1669)